# Diecezja Szimla i Czandigarh
Diecezja Szimla i Czandigarh – diecezja rzymskokatolicka w Indiach. Została utworzona w 1959 jako diecezja Szimla. Pod obecną nazwą od 1964.

## Ordynariusze
- John Burke † (1959–1966)
- Alfred Fernández † (1967–1970)
- Gilbert Blaize Rego † (1971–1999)
- Gerald John Mathias (1999–2007)
- Ignatius Loyola Mascarenhas (2009–2025)
- Sahaya Thatheus Thomas (od 2025)